# Michael Hastings
Michael Hastings (Burlington, 28 gennaio 1980 – Los Angeles, 18 giugno 2013) è stato un giornalista e scrittore statunitense. Collaborava regolarmente con Gentlemen's Quarterly, magazine mensile americano. Ha scritto per Newsweek, periodico d'informazione newyorkese, con il quale ha seguito per due anni la guerra in Iraq per una corrispondenza di cronaca.

## Biografia

### La polemica con Stanley McChrystal
Anticipato online il 22 giugno 2010 su rollingstone.com, sul numero del 9 luglio 2010 del quindicinale statunitense Rolling Stone viene pubblicato, con il titolo The runaway general, il reportage realizzato da Michael Hastings. Egli ha effettuato un'analisi della guerra degli Stati Uniti d'America in Afghanistan, tracciando, inoltre, il profilo del generale Stanley A. McChrystal, capo delle forze statunitensi e della NATO in Afghanistan, e della sua squadra di combattimento.
L'articolo ha suscitato molte polemiche nell'opinione pubblica statunitense: il generale McChrystal, in seguito a varie discussioni e questioni sorte circa i comportamenti suoi e dei suoi uomini, è stato convocato alla Casa Bianca. Il 23 giugno ha incontrato Barack Obama, che lo ha rimosso dal suo incarico e ha nominato al suo posto il generale David Petraeus, capo del comando centrale statunitense responsabile delle missioni militari in Medio Oriente. Il 29 giugno Stanley McChrystal ha annunciato di voler lasciare l'esercito.
L'articolo ha fruttato ad Hastings la candidatura per il premio Pulitzer. La casa editrice americana Little, Brown and Company annuncia la pubblicazione di un libro di approfondimento circa la questione sorta in seguito al reportage del giornalista freelance, e nel gennaio 2012 viene pubblicato The Operators: The Wild and Terrifying Inside Story of America's War in Afghanistan, dal quale nel 2017 viene tratto il film War Machine, prodotto da Netflix per la regia di David Michôd. Nel film Scoot McNairy interpreta Sean Cullen, giornalista di Rolling Stone basato sullo stesso Hastings.

### La morte
Hastings è morto in un incidente stradale a Los Angeles il 18 giugno 2013 all'età di 33 anni. Nei giorni seguenti furono espressi dubbi sul fatto che si fosse trattato di un incidente.